# 宮崎誠 (弁護士)
宮﨑 誠（みやざき まこと、1944年6月5日 - ）は、日本の弁護士。大阪弁護士会所属。大江橋法律事務所代表社員。元日本弁護士連合会会長。取扱分野は、倒産法や一般民事。

## 略歴
- タイ・バンコク出身[1]
- 1963年3月 大阪府立三国丘高等学校卒業
- 1967年3月 京都大学法学部卒業
- 1969年3月 司法修習修了（21期）
- 1969年4月 弁護士登録、中嶋邦明法律事務所に勤務
- 1974年 宮崎法律事務所開設
- 1981年 石川・塚本・宮崎法律事務所設立
- 2004年 大阪弁護士会会長
- 2008年 日本弁護士連合会会長
- 2010年 検察の在り方検討会議委員
- 2014年 日本司法支援センター理事長
- 2015年 旭日重光章受章[2]